# Stationarius

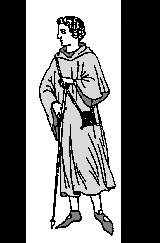
Középkori tanuló

A stationarius középkori (13. és 14. századi) egyetemek felesketett hivatalnoka volt, aki megszervezte az egyetemi jegyzetek diákokkal történő másoltatását, és kölcsönözte a jegyzeteket. Ő volt a másolóközpont (a statio) vezetője. Később könyvkereskedőként is működhetett. Jogot kapott, hogy – kizárólag az egyetem hallgatóinak – eladja a jegyzeteket; az egyetemek ugyanis monopóliumuk védelmében igyekeztek meggátolni, hogy azokat máshol is felhasználhassák.
A másolási folyamat során a stationarius a szöveget a saját költségén leíratta a hártyára, hogy az exemplar (a mintapéldány) kibírja a másolási folyamatot. A másolás során a szöveget tilos volt bővíteni vagy lerövidíteni, és a peciák (a másolótevékenység alapegységei) számát sem lehetett megváltoztatni.
A stationarius gyakorlott, hivatásos másolókat foglalkoztatott, akiknek a munkáját a másolás végeztével személyesen ellenőrizte. A másoló a másolás elkezdésekor óvadékot adott a stationariusnak, hogy használhassa a mintapéldányt. Újabb peciát akkor kaphatott, ha az előzőt sértetlen állapotban visszaszolgáltatta. A kölcsönzési idő általában egy hét volt. A másolók díjazása a lemásolt peciák számától függött.
A stationarius nem foglalkozott kész kódexek eladásával. Néha előfordult, hogy bizonyos díjért kölcsönadta a kódexet a diáknak, de főleg a kért példány elkészítésével, és nem az árusítással foglalkozott. Ezért külön értékesítési szervezet alakult ki a könyvek eladására a másolóműhelyek mellett.